# Euphorbia bifida
Euphorbia bifida là một loài thực vật có hoa trong họ Đại kích. Loài này được Hook. & Arn. mô tả khoa học đầu tiên năm 1837.